# Итакамбира
Итакамбира (порт. Itacambira) — муниципалитет в Бразилии, входит в штат Минас-Жерайс. Составная часть мезорегиона Север штата Минас-Жерайс. Входит в экономико-статистический  микрорегион Гран-Могол. Население составляет 4569 человек на 2006 год. Занимает площадь 1788,052 км². Плотность населения — 2,5 чел./км².

## История
Город основан 30 декабря 1962 года. 

## Статистика
- Валовой внутренний продукт на 2003 год составляет 10 375 066,00 реалов (данные: Бразильский институт географии и статистики).
- Валовой внутренний продукт на душу населения на 2003 год составляет 2836,27 реалов (данные: Бразильский институт географии и статистики).
- Индекс развития человеческого потенциала на 2000 год составляет 0,668 (данные: Программа развития ООН).